# Stanisław Weidner
Stanisław Marian Weidner (ur. 22 marca 1947 we Wrześni) – polski biochemik, fizjolog roślin, profesor nauk biologicznych, kierownik Katedry Biochemii (2004–2014), profesor zwyczajny Uniwersytetu Warmińsko-Mazurskiego w Olsztynie, popularyzator nauki. Na emeryturę przeszedł w marcu 2019 r.

## Życiorys
Stanisław Weidner, syn Józefa Weidnera i Ludwiki z domu Romińskiej, ma żonę Marię i dwójkę dzieci – córkę Magdalenę i syna Janusza. W 1971 r. ukończył studia na Wydziale Technologii Żywności Wyższej Szkoły Rolniczej w Olsztynie. Pod koniec studiów i na początku pracy zawodowej był aktorem teatru studenckiego oraz przez wiele lat kierował tym teatrem (Teatr Studencki Kandelabr). Doktoryzował się w 1980 r. na Akademii Rolniczo-Technicznej w Olsztynie, przedstawiając pracę: Synteza kwasów rybonukleinowych w rozwijających się i kiełkujących ziarniakach pszenicy. Stopień naukowy doktora habilitowanego uzyskał w 1989 r. na Akademii Rolniczo-Technicznej w Olsztynie, na podstawie pracy: Rozwój ziarniaków zbóż i regulacja ich kiełkowania. Tytuł naukowy profesora nauk biologicznych otrzymał 18 maja 2001 r. Był związany z Wyższą Szkołą Rolniczą, następnie Akademią Rolniczo-Techniczną, a obecnie z Uniwersytetem Warmińsko-Mazurskim w Olsztynie. W latach 2005–2014 był kierownikiem Katedry Biochemii na Wydziale Biologii i Biotechnologii UWM w Olsztynie. W tym okresie w Katedrze nastąpił szybki rozwój, zarówno badań naukowych, jak i poprawa jakości kształcenia. Dużym osiągnięciem było zorganizowanie przez Niego pracowni proteomicznej. W ostatnich latach kierowania Katedrą wyraźnie wzrosła liczba prac opublikowanych w czasopismach z listy filadelfijskiej o wysokim IF. Katedra Biochemii znalazła się na pierwszym miejscu na Wydziale, a Wydział Biologii i Biotechnologii oceniono najwyżej spośród wszystkich wydziałów UWM w Olsztynie. Wydział otrzymał też uprawnienia do doktoryzowania na kierunku biotechnologia oraz, jako jedyny w Polsce, może poszczycić się wyróżniającą oceną instytucjonalną w dziedzinie nauk biologicznych.
Działalność naukowa profesora Weidnera w dużym stopniu skupia się wokół zagadnień związanych z fizjologią, biochemią i biologią molekularną nasion. Jest kontynuatorem tradycji olsztyńskiej szkoły fizjologii i biochemii nasion, której założycielami byli między innymi tacy wybitni profesorowie jak: Stanisław Grzesiuk i Krzysztof Kulka. Do najważniejszych osiągnięć profesora można zaliczyć: wykazanie po raz pierwszy, że długotrwałe działanie chłodu silniej wpływa na zmniejszenie aktywności metabolizmu wtórnego w liściach odmian winorośli wrażliwych na chłód niż odmian tolerujących stres; wykazanie, że długotrwałe poddawanie sadzonek winorośli stresowi suszy powoduje zmniejszenie poziomu akumulacji ponad połowy zidentyfikowanych białek w liściach (jednocześnie po raz pierwszy wykazano w warunkach stresu suszy wzrost akumulacji formanidazy kinureninowej); zidentyfikowanie wielu białek, których ekspresja zmienia się pod wpływem stresów (białka te mogą służyć jako obiekty strategii inżynieryjnych, mających na celu stworzenie odmian wykazujących większą odporność na niekorzystne warunki klimatyczne lub jako białka wskaźnikowe w diagnostyce); wykazanie, że białkiem obecnym wyłącznie w kiełkujących nasionach Pisum sativum L. w warunkach stresu osmotycznego i regeneracji po stresie jest enzym metylotransferaza 6 α-hydroksymaakiainowa, biorący udział w syntezie pizatyny; wykazanie, że zwiększona tolerancja roślin na stres solny jest głównie wynikiem wzmożonej aktywności w przekazywaniu sygnałów w ich komórkach, co prowadzi do akumulacji białek chroniących przed stresem oraz zmian w strukturze ścian komórkowych; zbadanie (po raz pierwszy) molekularnego mechanizmu łagodzenia stresów u roślin przez kwas β-aminomasłowy (aminokwas niebiałkowy); wykazanie istnienia (poza wspólnymi) bardzo specyficznych dla poszczególnych stresów mechanizmów obronnych w winorośli, co ma ogromne znaczenie w tworzeniu nowych odmian uprawianych w warunkach klimatycznych północno-wschodniej Europy; wykazanie, że liście winorośli mogą służyć jako komercyjne źródło antyoksydantów.
Jest autorem ponad 200 publikacji. Pełni również funkcję Associate Editor w czasopiśmie Acta Physiol. Plant. od roku 2000. Jest współautorem podręcznika o zasięgu ogólnopolskim, pt. „Biochemia Kręgowców”, pod red. W. Minakowskiego i S. Weidnera (PWN Warszawa 1998 – wyróżnionego Nagrodą Ministra Edukacji Narodowej). O popularności tego podręcznika wśród studentów mogą świadczyć kolejne udoskonalone wydania w 2005, 2007, 2010 i 2015 roku.
Jest doświadczonym nauczycielem akademickim. Przygotował autorskie wykłady z biochemii, enzymologii i proteomiki dla studentów Wydziału Biologii i Biotechnologii. Wypromował ośmiu doktorantów. Był promotorem 56 prac magisterskich i 13 licencjackich. W Jego badaniach szczególną i bardzo aktywną rolę odgrywają doktoranci i magistranci, czego efektem jest 38 publikacji z ich udziałem.
Brał udział w krajowych i międzynarodowych programach badawczych oraz w pracach w różnego rodzaju towarzystw naukowych. Do najważniejszych można zaliczyć: Polskie Towarzystwo Biologii Eksperymentalnej Roślin, Polskie Towarzystwo Botaniczne, The Federation of European Societies of Plant Biology, The Federation of European Biochemical Societies, The International Society for Seed Science. Wśród międzynarodowych programów należy wymienić Europejskie Programy Współpracy w Dziedzinie Badań Naukowo-Technicznych (COST): COST Action 828 „Seed science in the field of genetically controlled stress physiology” (1997–2001) – przedstawiciel Polski oraz członek zarządu programu; COST Action 858 „Viticulture: Biotic and abiotic stress, grapevine defence mechanisms and grape development” (2003–2009) – przedstawiciel Polski oraz członek zarządu programu; Action FA0603: „Plant proteomics in Europe” (EUPP) (2007–2011) – przedstawiciel Polski oraz członek zarządu programu; COST Action FA0901 „Putting Halophytes to Work – From Genes to Ecosystem” (2009–2013) – przedstawiciel Polski oraz członek zarządu programu; COST Action FA1003” East–West Collaboration for Grapevine Diversity Exploration and Mobilization of Adaptive Traits for Breeding (2010–2014) – przedstawiciel Polski oraz członek zarządu programu; COST Action FA1306 „The quest for tolerant varieties: Phenotyping at plant and cellular level” (2014–2018) – przedstawiciel Polski oraz członek zarządu programu; CA COST Action CA17111 „Data integration to maximise the power of omics for grapevine improvement” (2018–2022) – przedstawiciel Polski oraz członek zarządu programu; polsko-japoński projekt badawczy: „The role of the cytoskieleton and other factors in the dormancy mechanism of cereal grains” (2003–2004) – kierownik programu; uczestnik Międzynarodowej Sieci Badawczej (International Research Network) – „Physiological and practical aspects of the yield and seed quality improvement by ecological methods” (2004–2006). Kierował również grantami i specjalnymi programami badawczymi KBN: 1993–1996, 1997–2001, 2004–2007, 2008–2009, 2008–2010.
Profesor przywiązuje dużą wagę do upowszechniania wyników badań (również poza światem akademickim), Jego zdaniem bardzo ważne jest budowanie dobrych relacji z mediami, zakładanie stron www, komunikacja w sieci, tworzenie strategii obecności w sieci oraz dotarcie z wynikami badań do grup docelowych. Opublikował kilkadziesiąt artykułów dotyczących badań, a także zdrowia i kultury. Wspomniane artykuły zostały opublikowane w różnych witrynach internetowych oraz czasopismach, jak: Wiadomości Uniwersyteckie, Serwis PAP – Nauka w Polsce, Serwis Onkologii, YouTube, The Am-Pol Eagle.

## Odznaczenia i wyróżnienia
- Krzyż Kawalerski Orderu Odrodzenie Polski (2018),
- Złoty Krzyż Zasługi (2003),
- Srebrny Krzyż Zasługi (1994),
- Medal Komisji Edukacji Narodowej (2009),
- Medal „2000 Outstanding Scientists of the Century” (2000),
- Nagrody Ministra Edukacji Narodowej – indywidualna (1990), zespołowa (1999, 2006),
- Nagroda PTBioch im. Antoniego Dmochowskiego (2008),
- 15 nagród rektora.